# 卡努
卡努（盖格阿尔巴尼亚语：Kanû/-ja）是一套阿尔巴尼亚传统习惯法，指导着阿尔巴尼亚部落社会的各个方面。
至少在过去5个世纪，阿尔巴尼亚习惯法通过部落长者口头传承而得以延续。通过口头系统独自保存这些法律的成功表明其古老的起源。强烈的前基督教主题与基督教时代的主题交织在一起，反映了阿尔巴尼亚习惯法在不同历史时期的分层。“卡努”在阿尔巴尼亚人中拥有一种神圣的——尽管是世俗的——长期存在、坚定不移和不容挑战的权威，这种权威在宗教间具有有效性，被归因于一个早期的异教法典，这在所有阿尔巴尼亚部落中都是共同的。阿尔巴尼亚的“卡努”被视为一部文学遗产，对于印欧研究具有重要意义，反映了许多古老的法律实践，这些法律实践在其他印欧民族遵循的法典中也能找到精确的共鸣，可能源自原始印欧文化。
随着时间的推移，阿尔巴尼亚习惯法经历了历史发展，随着社会经济发展某些需求的变化而发生了变更和补充。誓言（Besa）和荣誉（nderi）在阿尔巴尼亚习惯法中具有重要意义，是个人和社会行为的基石。
已知的第一部阿尔巴尼亚口头习惯法的法典是奥斯曼帝国在19世纪出版的。在20世纪和21世纪，多个地区的阿尔巴尼亚习惯法被收集并出版，包括《莱克·杜卡季尼卡努》《斯坎德培卡努》和《拉贝里亚卡努》。在社会主义时期，阿尔巴尼亚政府通过法律废除了习惯实践。然而，随着1990年代阿尔巴尼亚和科索沃国家机构的崩溃，这些习惯法的实践重新出现。尤其在阿尔巴尼亚，习惯法的实施主要体现在与财产法相关的事务中。